# Alassane Oumar Bâ
Pour les articles homonymes, voir Ba (nom de famille).
Alassane Oumar Bâ est un homme politique sénégalais, né en 1949.

## Biographie
Alassane Oumar Bâ est né le 21 mai 1949 à Dagana (Sénégal). Ingénieur océanographe diplômé de l'Institut d'Océanographie d'Odessa (Ukraine), il est aussi titulaire d'un DEA en physique & chimie marines obtenu à l'université Pierre-et-Marie-Curie de Paris. Il servit d'abord dans les Centres ORSTOM (aujourd'hui IRD) en Nouvelle-Calédonie et en Polynésie française avant de rentrer exercer comme chercheur au Centre de recherches océanographiques de Dakar/Thiaroye de l'Institut sénégalais de recherches agricoles (ISRA).
De retour au Sénégal, il commence à participer au débat politique afin d'apporter une vision qu'il considère intègre et intellectuelle. Il milite à la Convention des démocrates et des patriotes/Garap-Gui aux côtés du Pr. Iba Der Thiam.
Son parti a aujourd'hui fusionné avec le Parti démocratique sénégalais, le parti au pouvoir. Éloquent communicateur, Alassane Oumar Bâ est présenté actuellement comme l'un des défenseurs de l'œuvre du président Wade[réf. nécessaire].